# 30-Meter-Band
Als 30-Meter-Band bezeichnet man den Frequenzbereich von 10,1 MHz bis 10,15 MHz. Er liegt im Kurzwellenspektrum und ist ein WARC-Band. Der Name leitet sich von der ungefähren Wellenlänge dieses Frequenzbereiches ab.

## Ausbreitungsbedingungen
Die Tagesdämpfung durch die D-Schicht ist relativ gering, daher lassen sich rund um die Uhr zu allen Jahreszeiten DX-Verbindungen aufbauen, auch wenn andere DX-Bänder (wie das 10-m-, 12-m- und 17-m-Band) bereits nicht mehr brauchbar sind.

## 30-Meter-Amateurband

### Bandplan
Da das 30-Meter-Band recht schmal ist, sind weder Sprechfunk noch Amateurfunkwettbewerbe vorgesehen. Der Amateurfunk-Bandplan sieht in der IARU-Region 1 wie folgt aus:
| Frequenzbereich   | max. Bandbreite | Nutzung                                                                |
| ----------------- | --------------- | ---------------------------------------------------------------------- |
| 10,100–10,130 MHz | 200 Hz          | CW, QRP-Aktivitätszentrum 10,116 MHz, QRS-Aktivitätszentrum 10,125 MHz |
| 10,130–10,150 MHz | 500 Hz          | Schmalband, Digimode, FT8 10,136 MHz                                   |